# A Girl’s Night Out
A Girl’s Night Out – seria koncertów charytatywnych Rihanny na rzecz fundacji „Believe Fundation”. Koncerty były bezpłatne, a pieniądze zebrane z reklam i sponsoringu zostały przekazane na lekarstwa, przybory szkolne i zabawki dla dzieci w potrzebie.

## Lista utworów
1. „Pon De Replay”
2. „Let Me”
3. „Rehab”
4. „SOS”
5. „Good Girl Gone Bad”
6. „Hate That I Love You”
7. „Unfaithful”
8. „Don’t Stop the Music”
9. „Shut Up and Drive”
10. „Umbrella”

## Koncerty
| Data            | Miasto        | Państwo | Miejsce               | Fundacja                                     |
| --------------- | ------------- | ------- | --------------------- | -------------------------------------------- |
| 26 marca 2008   | Chicago       | USA     | Vision Night Club     | Bear Necessities Pediatric Cancer Foundation |
| 28 marca 2008   | San Francisco | USA     | Ruby Skye             | The Children’s Charity                       |
| 9 kwietnia 2008 | Nowy Jork     | USA     | The Highline Ballroom | DKMS Americas                                |

Źródło: People